# IJsseloog

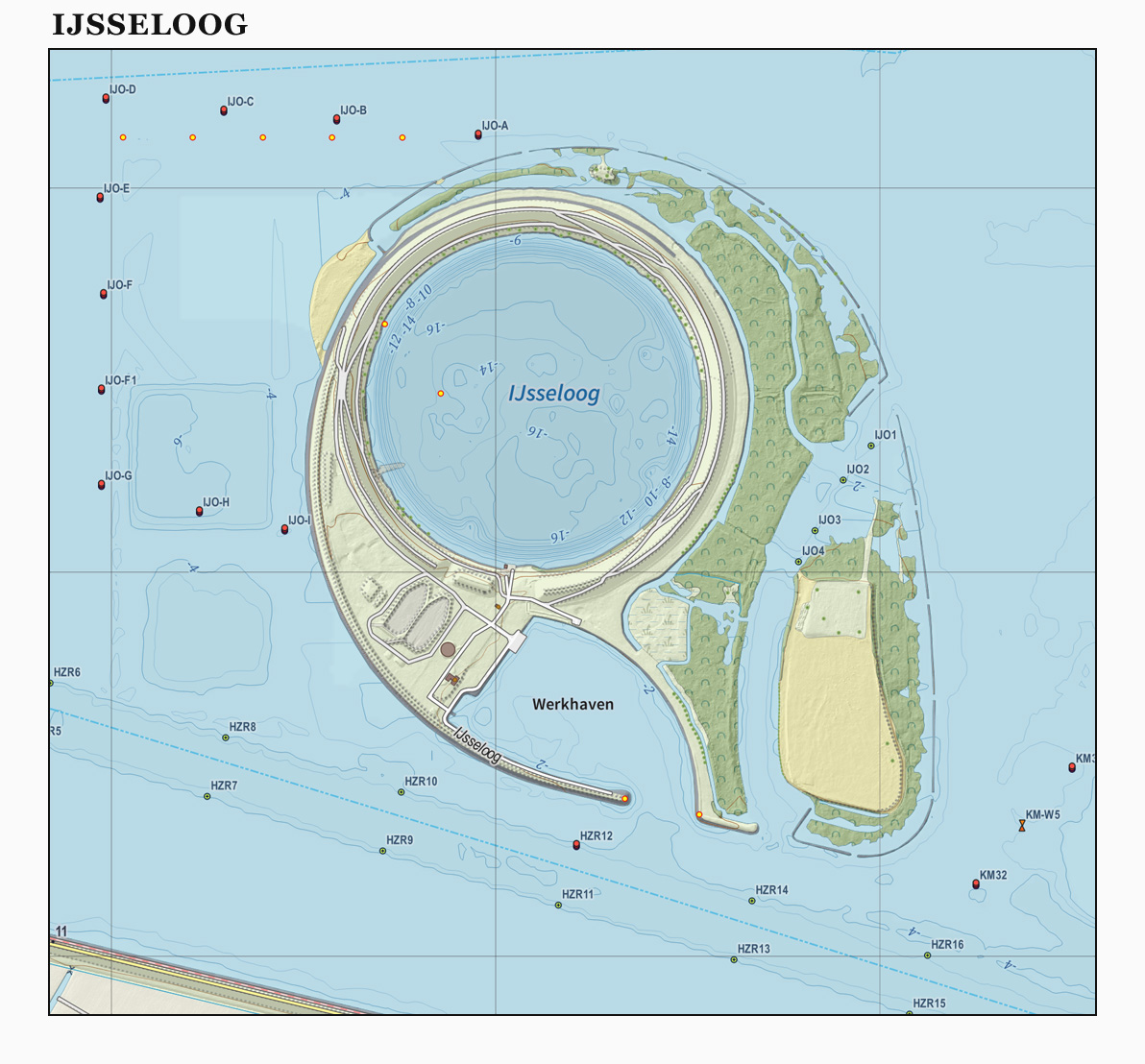
IJsseloog

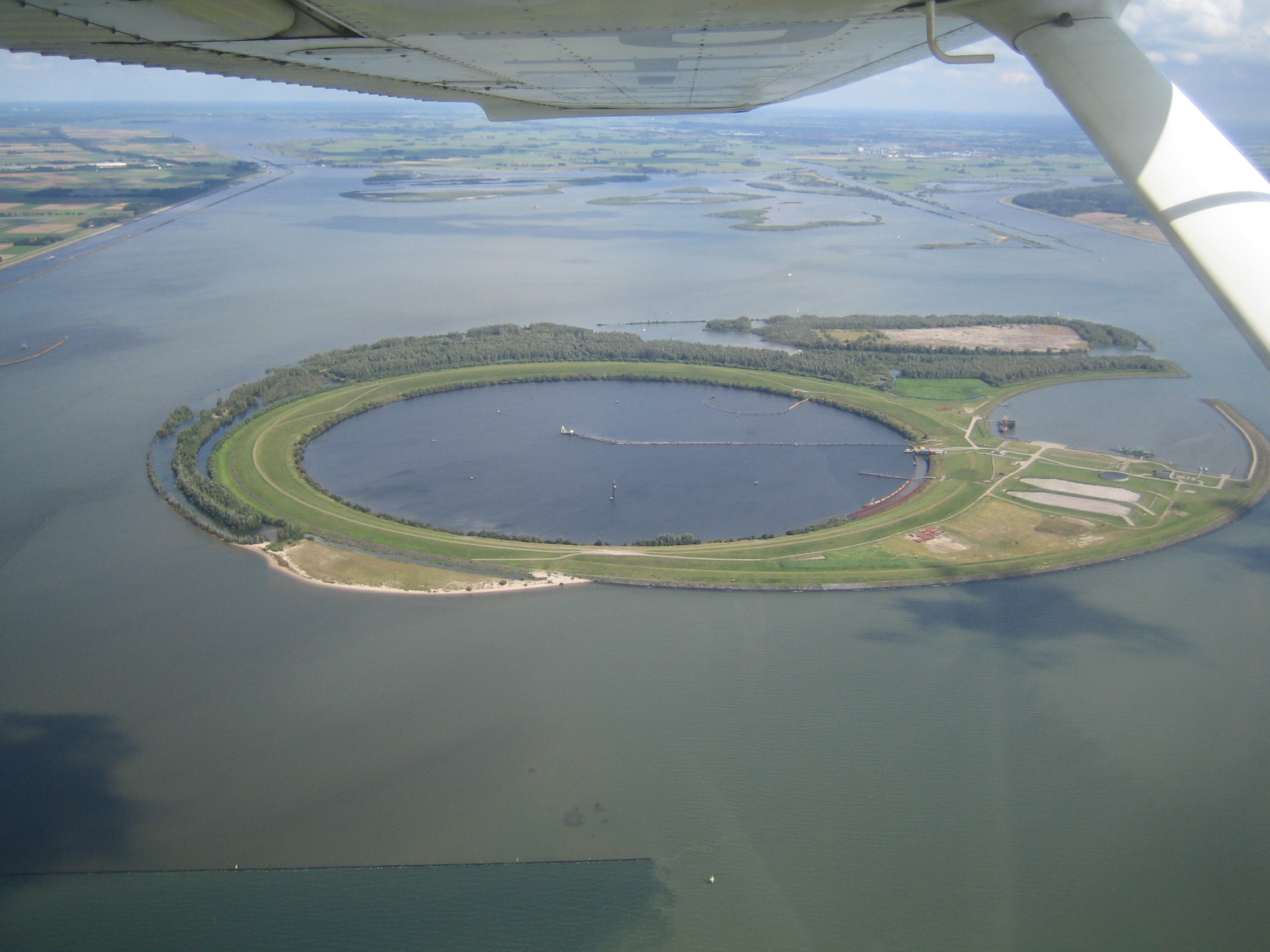
IJsseloog

IJsseloog (nizozemská výslovnost: [ˈɛisəlˌoːx], "Oko IJssel") je umělý ostrov na jezeře Ketelmeer (provincie Flevoland, Nizozemsko), který se používá jako depozitář pro ukládání znečištěného bahna. Nedaleko řeky IJssel bylo totiž mezi lety 1950 a 1990 uloženo velké množství kontaminovaného bahna přímo v jezeře Ketelmeer.
Odstranění těchto nánosů z jezera Ketelmeer má také za cíl prohloubení kanálu, který vede do ústí řeky IJssel (alespoň do hloubky 3,5 m (11,5 ft)), s cílem zlepšit přístup k řece.
Během výstavby IJsseloog bylo hlavním zájmem chránit podzemní vody a prostředí Ketelmeer. Znečištěné bahno tam má být uloženo trvale a bez rizika úniku. Aby se zabránilo komplikacím pro zemědělství, pro místní obyvatele a aby se zabránilo kontaminaci podzemních vod, byl depozitář bahna postaven v centru jezera a ne na pobřeží. Cílem projektu IJsseloog je také rekreační a ekologický rozvoj oblasti. Přímo u něj byly vytvořeny další dva umělé ostrovy: Hanzeplaat a Schokkerbank.
Vybagrovaný materiál je ukládán na tomto umělém ostrově uprostřed Ketelmeer. Skladiště měří v průměru jeden kilometr, je přes padesát metrů hluboké a je navrženo tak, aby zadrželo 23 milionů krychlových metrů kalu z Ketelmeer a dalších oblastí. Výstavba IJsseloog začala v roce 1996 a byla dokončena v roce 1999. Z celkových 23 milionů krychlových metrů bahna je 15 milionů krychlových metrů určeno pro uložení bahna z Ketelmeer a zbývající kapacita je k dispozici pro bahno odjinud. , Aby se zabránilo úniku je podlaha skladu je uzavřena jílem a hráz je lemována fólií. Hladina vody je udržována níže než hladina jezera, aby se zabránilo znečištění únikem.
Na vnějším okraji IJsseloog byl vybudován přístav pro dodávky bahna. Jakmile bude sklad plný, bude provedena sanace procesem zvaným dekantace. Čisté bahno bude použito na výstavbu nové ekologické zóny v ústí řeky IJssel, IJsselmonding.
Zařízení začalo pracovat v roce 2000. Jeho zpracovávající stanice odděluje písek a rašelinu od nečistot. Vyčištěný písek bude použit pro výstavbu a zbývající kal je čerpán do úložiště. Když bude skladiště plné, tak bude uzavřeno vrstvami jílu a písku a samotný ostrov bude využíván pro rekreační účely.
Po tomto procesu převezme IJsseloog příroda.